# Věšťany
Věšťany (německy Weschen) jsou vesnice a část obce Modlany v okrese Teplice. Nachází se asi 1,5 kilometru jižně od Modlan. Věšťany jsou také název katastrálního území o rozloze 2,13 km².

## Historie
První písemná zmínka o Věšťanech pochází z roku 1226, kdy vesnice patřila doksanskému klášteru. Podle Augusta Sedláčka je v záznamu z tohoto roku zmíněn vladyka Bedřich (jehož místo původu nazvané Spelunka, latinsky jeskyně, se nepodařilo identifikovat), který Věšťany klášteru odkázal.
Od roku 1603 bylo majitelem vsi město Teplice. V letech 1938 až 1945 byly Věšťany(v důsledku uzavření Mnichovské dohody) přičleněny k nacistickému Německu.

## Obyvatelstvo
|                                                                  | 1869 | 1880 | 1890 | 1900 | 1910 | 1921 | 1930 | 1950 | 1961 | 1970 | 1980 | 1991 | 2001 | 2011 |
| ---------------------------------------------------------------- | ---- | ---- | ---- | ---- | ---- | ---- | ---- | ---- | ---- | ---- | ---- | ---- | ---- | ---- |
| Obyvatelé                                                        | 178  | 233  | 323  | 501  | 507  | 381  | 419  | 243  | 252  | 190  | 189  | 141  | 148  | 191  |
| Domy                                                             | 23   | 32   | 38   | 49   | 58   | 58   | 59   | 63   | —    | 51   | 49   | 52   | 51   | 57   |
| Počet domů z roku 1961 je zahrnut v domech místní části Modlany. |      |      |      |      |      |      |      |      |      |      |      |      |      |      |

## Pamětihodnosti
- Pozdně barokní kaple svatého Antonína Paduánského z roku 1792. Kaple má trojúhelníkový štít a pravoúhle zakončené kněžiště.[5]
- Na okraji vsi stával secesní evangelický kostel z roku 1910.[5] Roku 1977 byl zbořen; na pozemku vznikla soukromá zahrada.[8]
- Dům čp. 8 je původně zemědělská usedlost s hrázděným zdivem v prvním patře. Postaven byl v polovině devatenáctého století.[5]